# Rudnei da Rosa
Rudnei da Rosa (nacido el 7 de octubre de 1984) es un futbolista brasileño que se desempeña como centrocampista.
Jugó para clubes como el Figueirense, Grêmio, Criciúma, Avaí, Ventforet Kofu, Ceará, Cruzeiro, FC Spartak Vladikavkaz y Portuguesa.

## Trayectoria

### Clubes
| Club                      | País   | Año         |
| ------------------------- | ------ | ----------- |
| Figueirense               | Brasil | 2005        |
| 15 de Novembro            | Brasil | 2006        |
| Grêmio                    | Brasil | 2006 - 2010 |
| Criciúma                  | Brasil | 2007        |
| Náutico                   | Brasil | 2009        |
| Avaí                      | Brasil | 2010        |
| Ventforet Kofu            | Japón  | 2011        |
| Ceará                     | Brasil | 2011        |
| Cruzeiro                  | Brasil | 2012        |
| FC Spartak Vladikavkaz    | Rusia  | 2012 - 2013 |
| Portuguesa                | Brasil | 2014        |
| Avaí                      | Brasil | 2015        |
| Xinjiang Tianshan Leopard | China  | 2016        |